# Sommar i P1
Sommar i P1 (Lato z P1) – szwedzka audycja słowno-muzyczna, nadawana codziennie od czerwca do sierpnia na antenie Programu Pierwszego Szwedzkiego Radia od 13:00 do 14:30 (powtórka od 22:30 do 0:00), od 1959 roku. Jest jedną z najpopularniejszych audycji w Szwecji.
Audycja jest prowadzona i przygotowana przez znane w Szwecji osoby, które opowiadają o dowolnie wybranych tematach i wybierają własną muzykę, która jest grana w trakcie audycji. Prowadzący wybierani są zarówno przez słuchaczy, jak i dziennikarzy Sveriges Radio.
Wśród prowadzących audycji byli m.in. Malin Åkerman, Ingmar Bergman, Carl Bildt, Ingvar Carlsson, Dr Alban, Zlatan Ibrahimović, Lennart Johansson, Ingvar Kamprad, Astrid Lindgren, Stefan Löfven, Zara Larsson, Olof Palme, PewDiePie, Izabella Scorupco, Stellan Skarsgård, Max von Sydow, Anders Tegnell, Greta Thunberg, Liv Ullmann.
W grudniu nadawana jest zimowa wersja audycji Vinter i P1.
Sygnałem audycji jest szwedzki utwór ludowy Sommar, sommar, sommar, skomponowany przez Stena Carlberga.